# دانیل کندیاس
دانیل کندیاس (انگلیسی: Daniel Candeias؛ زادهٔ ۲۵ فوریهٔ ۱۹۸۸) بازیکن فوتبال اهل پرتغال است که در پست وینگر برای باشگاه آلانیا اسپور ترکیه بازی می‌کند.
وی همچنین در تیم‌های ملی فوتبال زیر ۱۶ سال پرتغال، زیر ۱۷ سال پرتغال، زیر ۱۸ سال پرتغال، زیر ۱۹ سال پرتغال، زیر ۲۰ سال پرتغال، زیر ۲۱ سال پرتغال، و زیر ۲۳ سال پرتغال بازی کرده‌است.